# Antonio Garcés
Antonio Garcés Segurra (2 settembre 1950) è un ex calciatore cubano, di ruolo difensore.

## Carriera
Con la Nazionale cubana ha partecipato alle Olimpiadi del 1976.